# Пузі
Пу́зі (ест. Pusi küla) — село в Естонії, у волості Пейпсіяере повіту Тартумаа.

## Населення
Чисельність населення на 31 грудня 2011 року становила 20 осіб.

## Географія
Село розташоване на березі Чудського озера.

## Історія
До 23 жовтня 2017 року село входило до складу волості Алатсківі.